# UTC+10
UTC +10:00 é o fuso onde o horário é contado a partir de mais dez horas em relação ao horário do Meridiano de Greenwich.
Longitude ao meio: 150º 00' 00" L
Ele é utilizado por:
- Estados Federados da Micronésia
  - Oeste: Chuuk e Yap[2]
- Estados Unidos:
  -  Guam[3]
  -  Marianas Setentrionais[3]
- Rússia
  - Zona 9: Vladivostok[4]

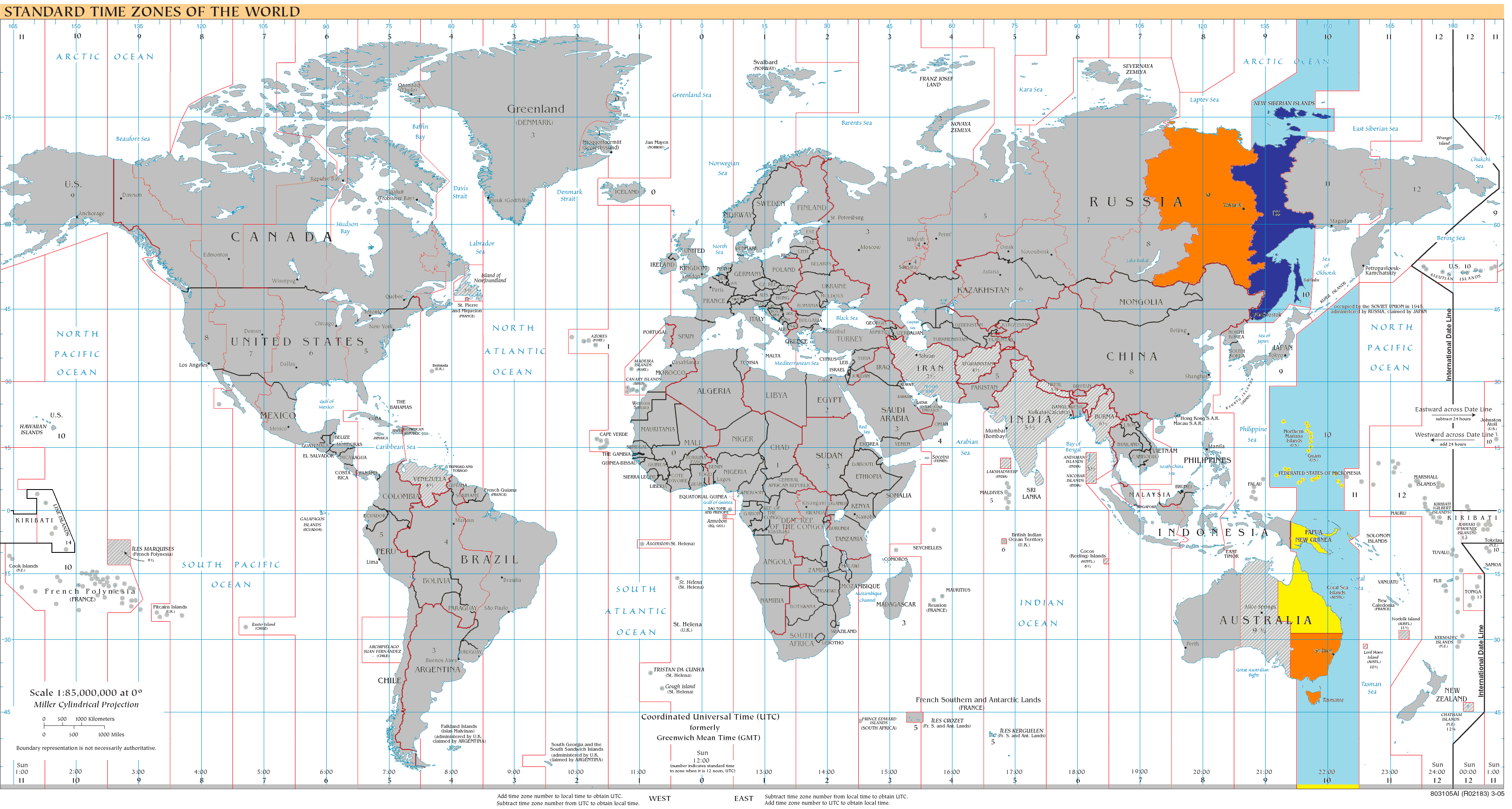
Mapa do fuso horário UTC±10:00 em 2008. Legenda: Azul escuro (Janeiro), Laranja (Julho), Amarelo (durante todo o ano), Azul claro - Áreas oceânicas.

- Austrália (AEST - Australian Eastern Standard Time):
  -  Queenslândia
  -  Territorio da Capital Australiana
  -  Nova Gales do Sul (exceto Broken Hill e a Ilha de Lord Howe)
  -  Tasmânia
  -  Vitória